# لژیون آلمانی پادشاه
لژیون آلمانی پادشاه (به انگلیسی: King's German Legion) (یا به اختصار KGL)، نام یک بخش از ارتش بریتانیای کبیر در دورهٔ ناپلئونی بود که بیشتر اعضای آن را نفرات آلمانی و به خصوص اهالی ایالت هانوفر تشکیل می‌دادند.
در فاصلهٔ سال‌های ۱۷۱۴ تا ۱۹۰۱ میلادی، خاندان هانوفر بر بریتانیای کبیر حکومت می‌کردند. اعضای این خاندان (تا زمان یکپارچه سازی آلمان در سال ۱۸۷۱ میلادی) به‌طور هم‌زمان هم فرمانروای بریتانیای کبیر و هم حاکم و برگزیننده ایالت آلمانی هانوفر بودند. در سال ۱۸۰۳ و در جریان جنگ‌های ناپلئونی، ایالت هانوفر توسط ارتش فرانسه اشغال و پادشاهی هانوفر به‌طور رسمی منحل شد. به دنبال این اتفاق، بسیاری از اعضای ارتش منحل شدهٔ هانوفر به بریتانیا گریختند. پس از مدتی با استفاده از این نیروها و سایر اتباع آلمانی، در ارتش بریتانیا بخشی به نام لژیون آلمانی پادشاه تأسیس شد.
در ابتدا لژیون آلمانی پادشاه تنها از واحدهای پیاده‌نظام سبک تشکیل می‌شد؛ اما پس از مدتی با اضافه شدن واحدهای مختلف پیاده‌نظام، سواره نظام و توپخانه، به یک ارتش کامل تبدیل شد. تعداد اعضای لژیون در بزرگترین حالت آن تقریباً به ۱۴٬۰۰۰ نفر می‌رسید، ولی در کل و در بازه‌های زمانی مختلف حدود ۲۸٬۰۰۰ نفر در آن خدمت کردند. گرچه لژیون هرگز به‌طور مستقل عمل نکرد و بخشی از ارتش بریتانیای کبیر بود، ولی به عنوان تنها قوای آلمانی شناخته می‌شود که به‌طور بی‌وقفه علیه امپراطوری ناپلئون جنگید.
لژیون نقش مهمی در عملیات‌های جنگی نظیر جنگ شبه جزیره و نبردهایی مانند واترلو داشت.
لژیون آلمانی پادشاه در سال ۱۸۱۶ میلادی (پس از شکست ناپلئون و تشکیل دوبارهٔ پادشاهی هانوفر) منحل شد. بعضی از واحدهای لژیون با ارتش جدید هانوفر ادغام شدند و بعد از یکپارچه سازی آلمان در سال ۱۸۷۱ میلادی نیز بخشی از ارتش امپراطوری آلمان شدند.

## سازمان لژیون
لژیون آلمانی پادشاه از بخش‌های زیر تشکیل می‌شد:
سواره نظام:
- اولین هنگ دراگون ها[۲] (۱۸۰۳–۱۸۱۲)، ملبس به ژاکت سرخ رنگ)
  - تغییر کرد به: اولین هنگ دراگون‌های سبک (۱۸۱۲–۱۸۱۶، ملبس به ژاکت آبی رنگ)
- دومین هنگ دراگون‌ها (۱۸۰۳–۱۸۱۲، ملبس به ژاکت سرخ رنگ)
  - تغییر کرد به: دومین هنگ دراگون‌های سبک (۱۸۱۲–۱۸۱۶، ملبس به ژاکت آبی رنگ)

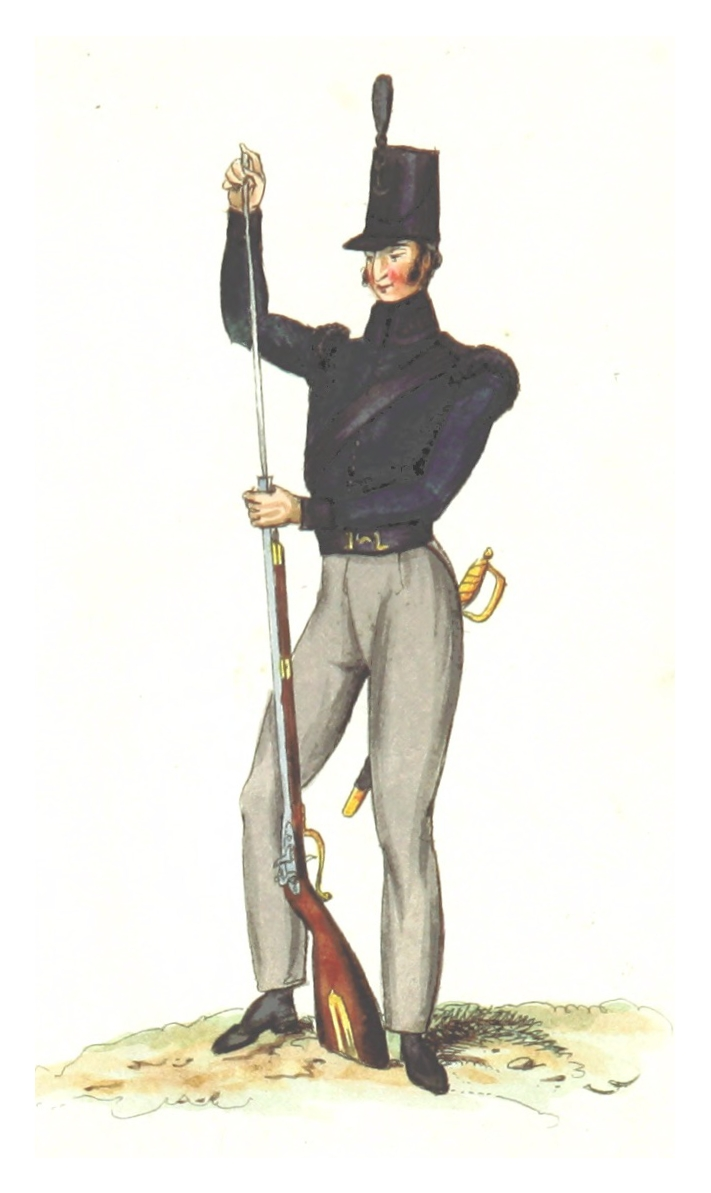
یک سرباز لژیون

- اولین هنگ هوزارها[۳]
- دومین هنگ هوزارها
- سومین هنگ هوزارها

پیاده‌نظام:
- اولین گردان پیاده‌نظام سبک
- دومین گردان پیاده‌نظام سبک
- اولین گردان پیاده‌نظام خطی
- دومین گردان پیاده‌نظام خطی
- سومین گردان پیاده‌نظام خطی
- چهارمین گردان پیاده‌نظام خطی
- پنجمین گردان پیاده‌نظام خطی
- ششمین گردان پیاده‌نظام خطی
- هفتمین گردان پیاده‌نظام خطی
- هشتمین گردان پیاده‌نظام خطی

توپخانه و مهندسین:
- توپخانهٔ آلمانی پادشاه
  - دو واحد توپخانهٔ سواره
  - چهار واحد توپخانهٔ پیاده
- مهندسین آلمانی پادشاه

## نگارخانه

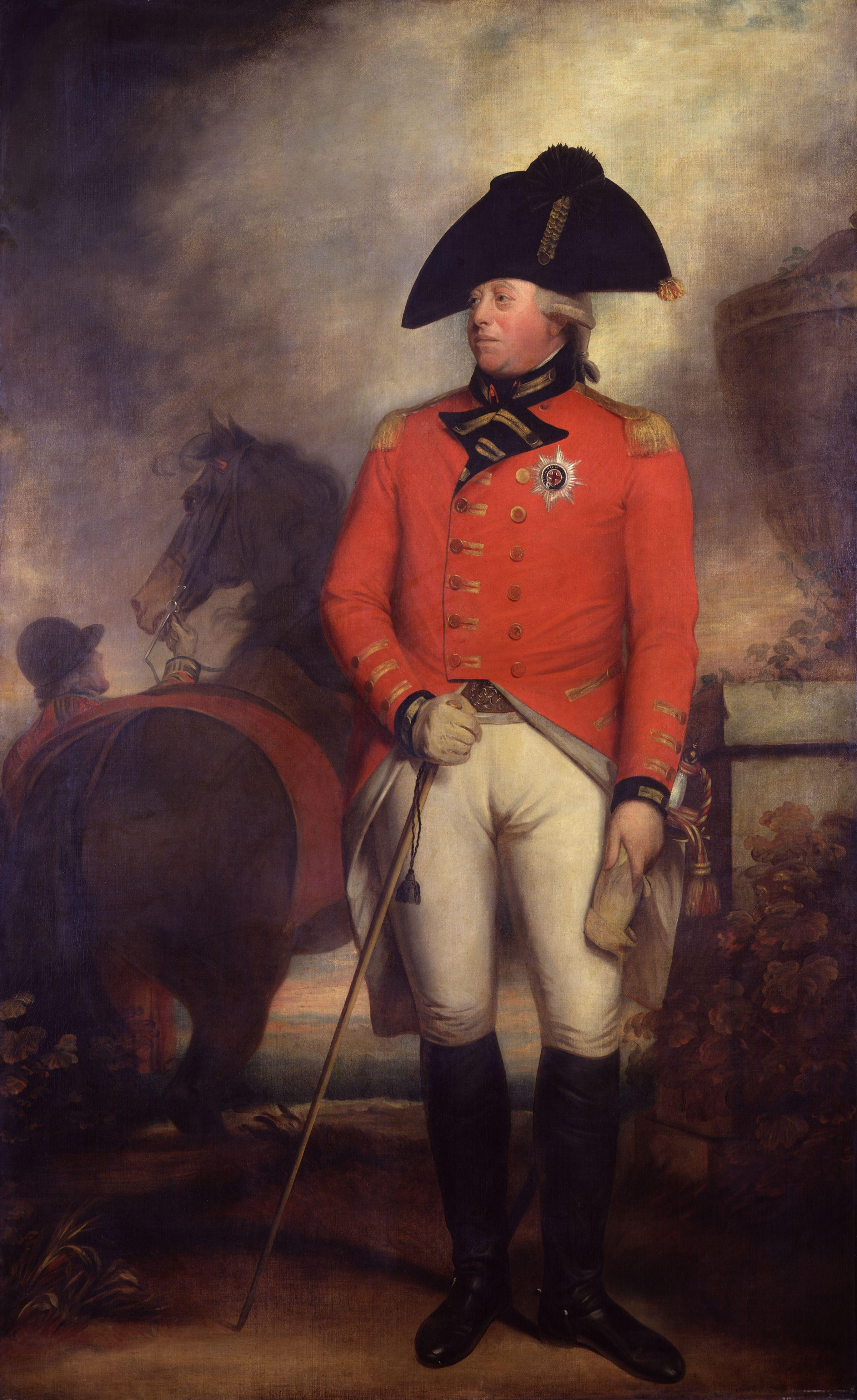
جرج سوم، فرمانروای بریتانیا و حاکم و برگزیننده ایالت آلمانی هانوفر - لژیون آلمانی پادشاه به او تعلق داشت و در زمان حکومت او فعالیت می‌کرد.
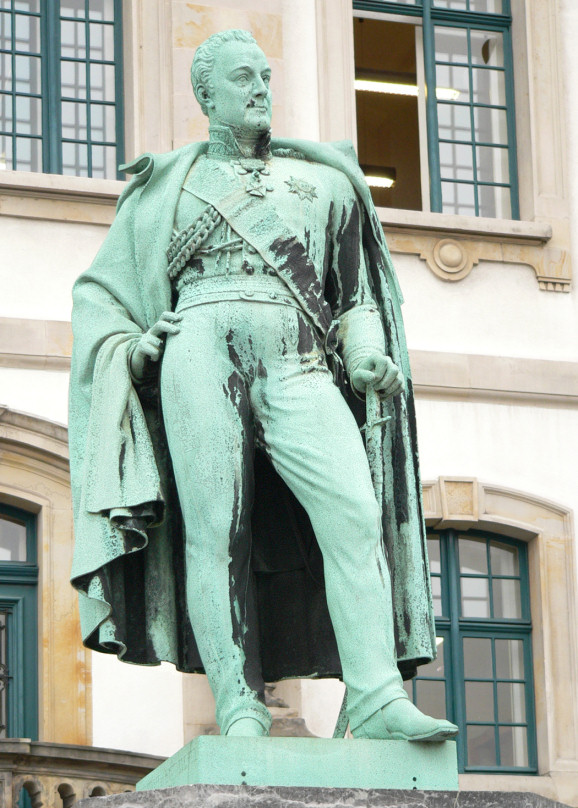
مجسمهٔ چارلز آلتِن یکی از فرماندهان اصلی لژیون
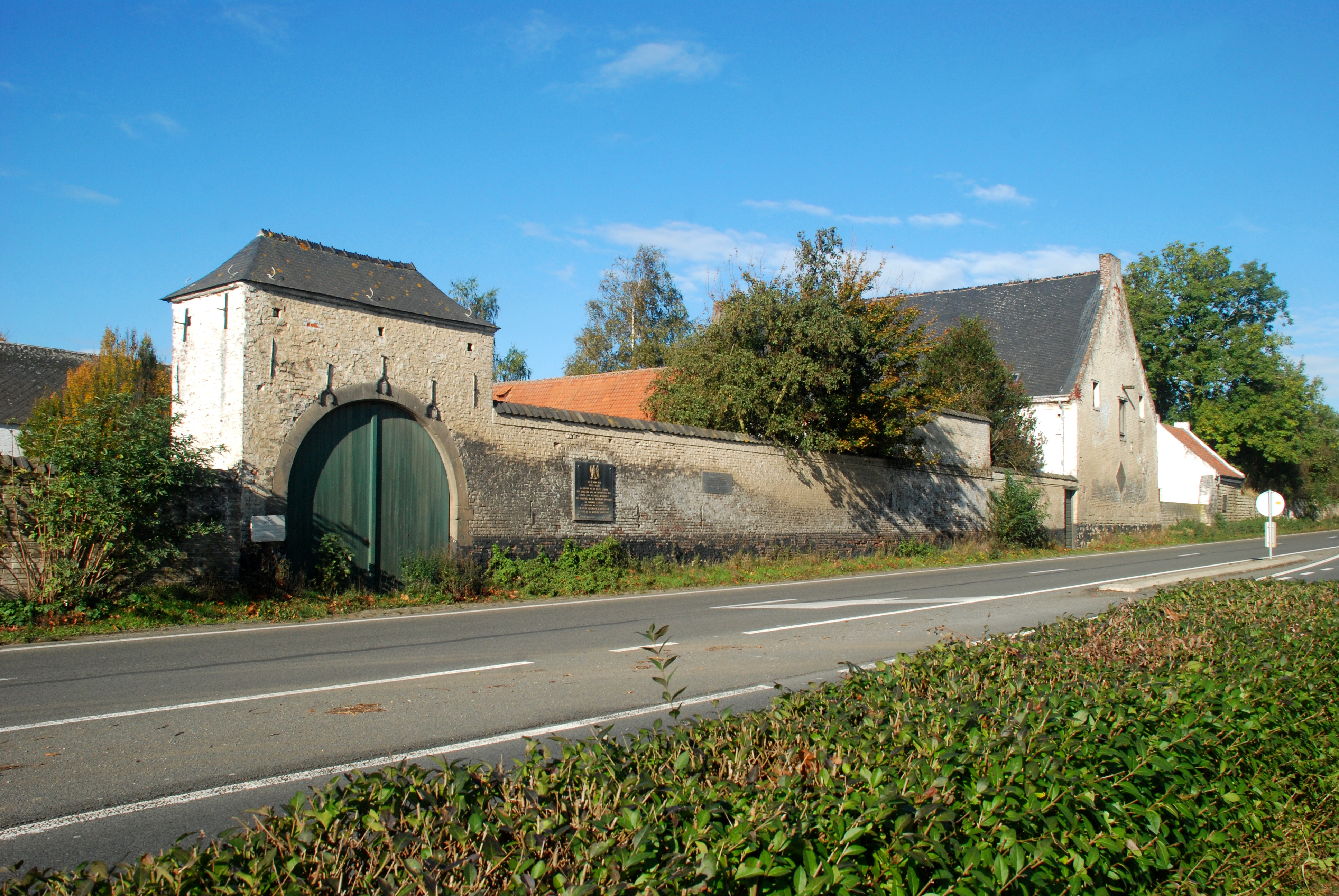
مزرعه‌ای در دشت واترلو، محل مقاومت قهرمانانهٔ لژیون در نبرد واترلو
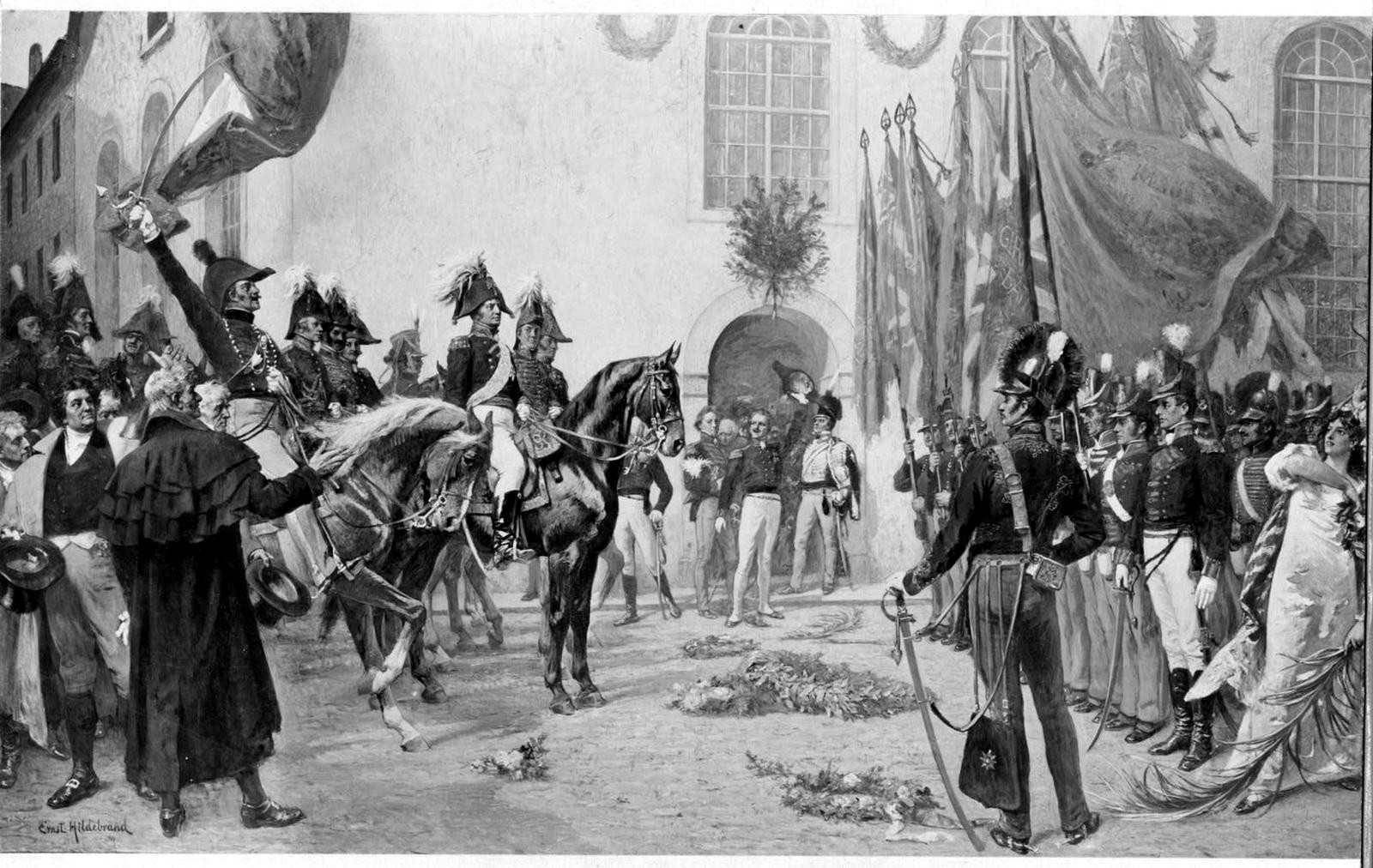
بازگشت قوای لژیون به شهر هانوفر در سال ۱۸۱۶ میلادی
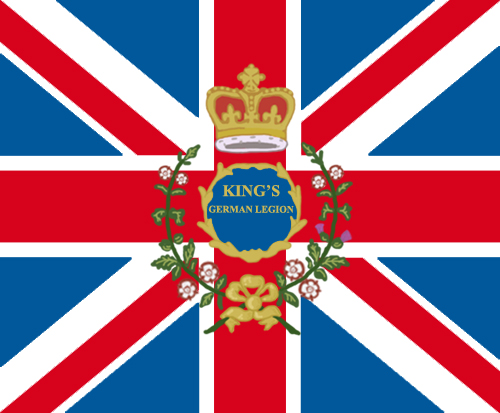
پرچم لژیون آلمانی پادشاه
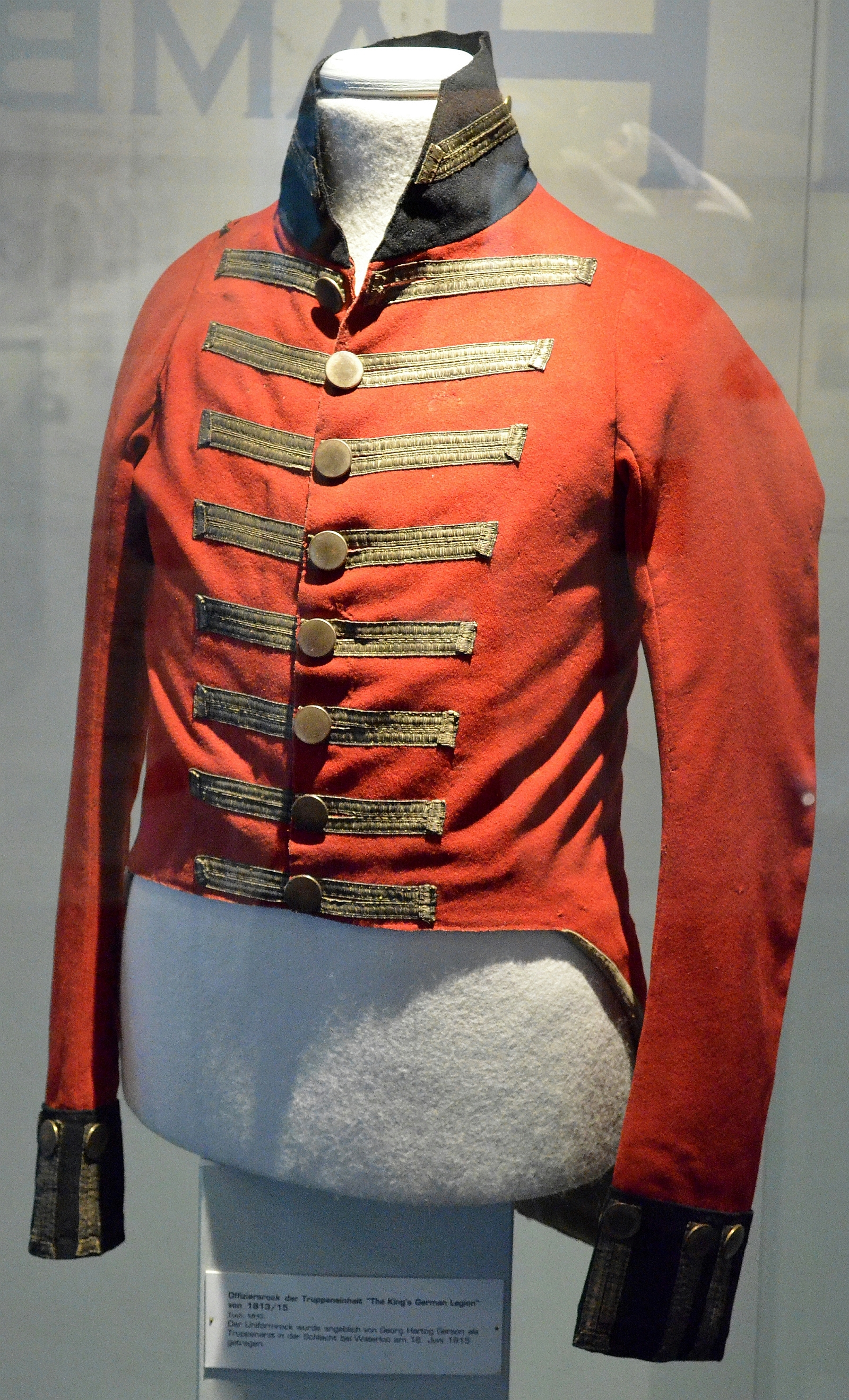
یک نمونه از یونیفرم لژیون آلمانی پادشاه